# Robert Borlase Smart

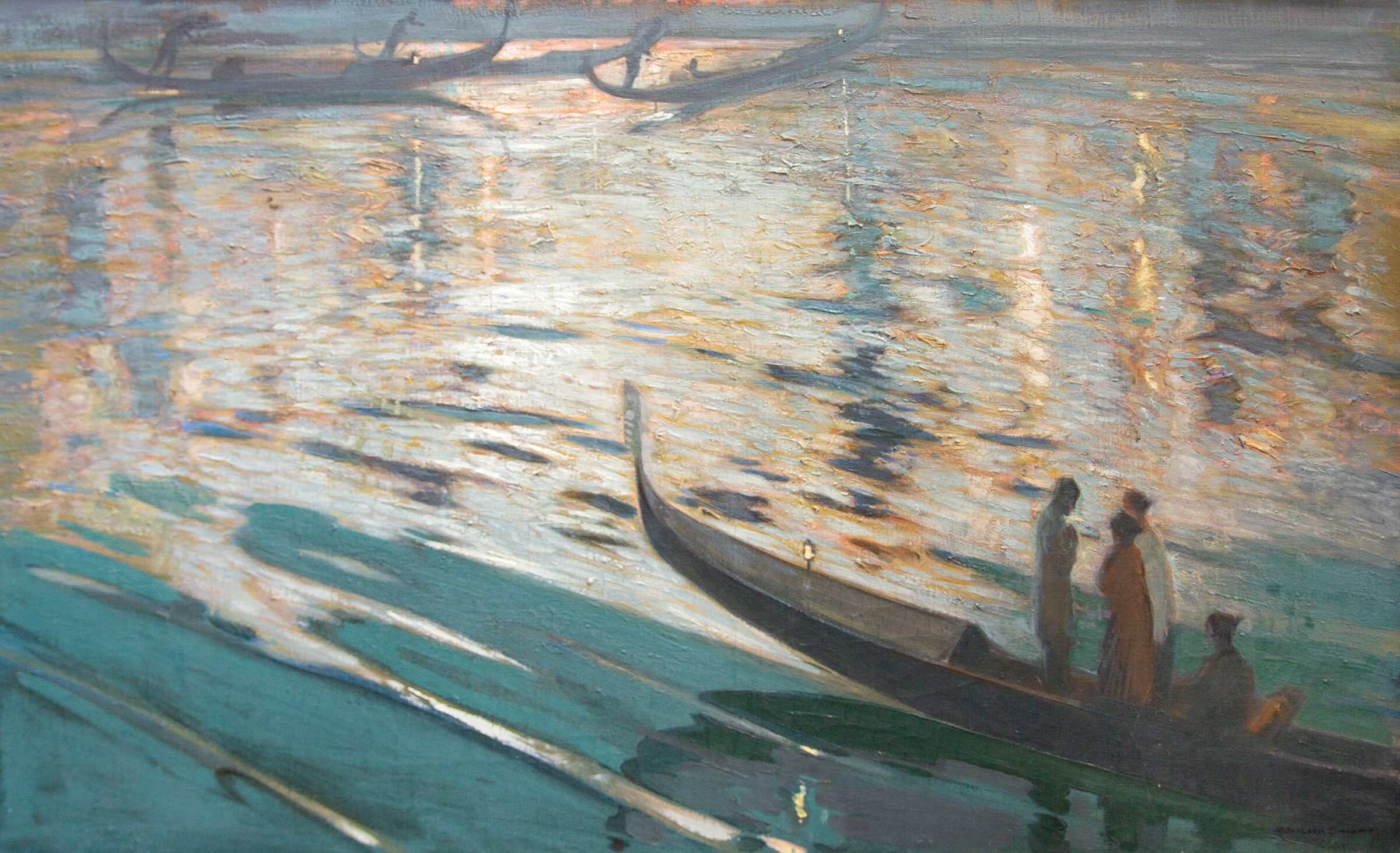
Robert Borlase Smart: Shimmering Reflections, Grand Canal, Venice, ca. 1910

Robert Borlase Smart (* 11. Februar 1881 in Kingsbridge, Devon; † 3. November 1947 in St Ives, Cornwall) war ein britischer Maler und Zeichner, der für seine Seestücke und Landschaftsdarstellungen bekannt wurde.

## Leben
Robert Borlase Smart studierte von 1897 bis 1900 an der Plymouth School of Art und erwarb 1901 ein Lehrerdiplom am Royal College of Art. Von 1901 bis 1913 arbeitete er als Kunstredakteur und Kritiker für die Western Morning News. 1913 zog er nach St Ives, Cornwall, um Marinemalerei zu studieren und wurde Schüler von Julius Olsson. Während des Ersten Weltkriegs diente er in verschiedenen Regimentern, darunter den Artists Rifles und dem Machine Gun Corps. In dieser Zeit entstanden Kohle- und Lavierzeichnungen, die die Zustände an der Front und die Zerstörung von Städten und Dörfern veranschaulichten. Nach dem Krieg kehrte Robert Borlase Smart nach St Ives zurück und wurde zu einer zentralen Figur der lokalen Künstlergemeinschaft. Er nahm 1921 an der ersten Ausstellung der Society of Graphic Art in London teil. Er war maßgeblich an der Gründung der St Ives Society of Artists beteiligt und setzte sich für die Förderung junger Talente ein.

## Werk

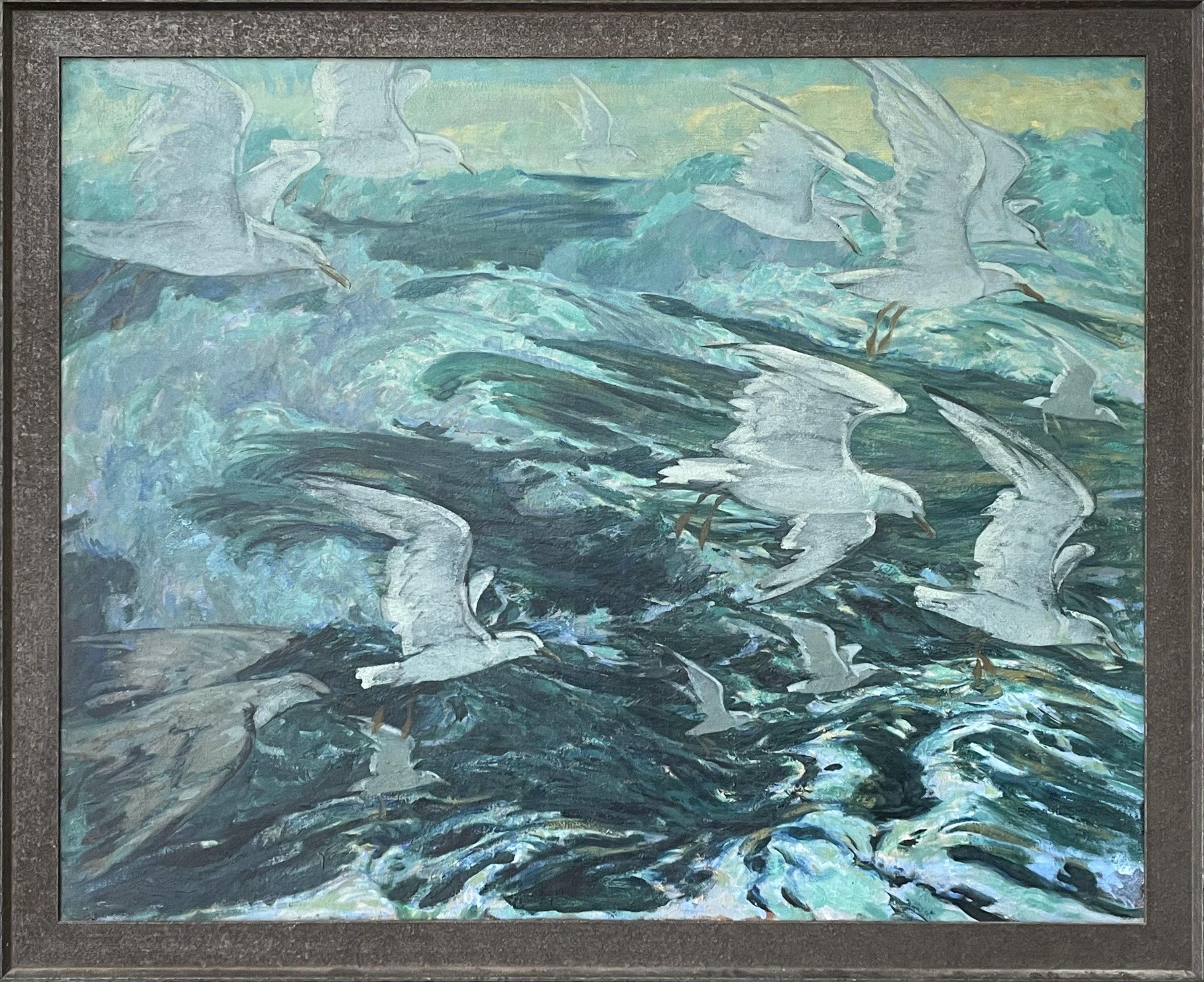
Robert Borlase Smart: Flight, 1934

Robert Borlase Smarts Werk umfasst vor allem Seestücke und Landschaften, die für ihre atmosphärische Darstellung und technische Präzision bekannt sind. Seine Werke wurden in renommierten Institutionen wie der Royal Academy, der Royal Society of British Artists und dem Royal Institute of Oil Painters ausgestellt. Posthume Einzelausstellungen fanden unter anderem in der Penwith Gallery in St Ives (1949 und 1981) und in der City Art Gallery in Plymouth (1950 und 1975) statt.